# Саутки (Красногородський район)
Саутки (рос. Саутки) — присілок в Красногородському районі Псковської області Російської Федерації.
Населення становить 1 особу. Входить до складу муніципального утворення Красногородська волость .

## Історія
Від 2015 року входить до складу муніципального утворення Красногородська волость .

## Населення
| 2001 | 2002 | 2010 |
| ---- | ---- | ---- |
| 3    | ↘1   | →1   |